# 埃尔金 (南卡罗来纳州兰开斯特县)
埃尔金（英文：Elgin），是美国南卡罗来纳州下属的一座城市。城市类型是“Town”。其面积大约为4.88平方英里（12.63平方公里）。根据2010年美国人口普查，该市有人口1,311人，人口密度约为每平方 英里268.87人（约合每平方公里103.81人）。